# Olocum
Olocum (em iorubá: Olóòkun) é o Senhora e dona do Oceano.

## África
Na Mitologia iorubá, no Benim, Olocum é considerada como divindade do mar. Senhor(a) (Olô) dos Oceanos (Ocum).
Citação: "Oloxá/Olocum é o nome de duas Forças Espirituais na tradição religiosa da África Ocidental chamada "IFA". A palavra Olaxá significa dona do lago, olho " dona ou senhora" e sà significa " pequeno rio ou lago. A palavra "Olocum"  significa" dona  dos mares "ol" que significa dona ou majestade e "okun "que significa" oceano ". Olocum e Olaxá são irmãs e dentro do culto iorubá simbolizam a fertilidade e prosperidade.
Olocum é o Orixá Senhor(a) do mar,  é uma metade humano e metade peixe. Ele(a) traz a fertilidade e prosperidade da sociedade e do convívio familiar. Tem a capacidade de transformar, e sempre carrega a responsabilidade e preocupação com o próximo. Esta divindade na natureza é simbolizada pelo mar profundo e é verdadeiramente dono(a) das profundezas do presente, onde ninguém jamais esteve. Representa os segredos do fundo do mar, como ninguém sabe o que está no fundo do mar, apenas Olocum. Também representa a riqueza do fundo do mar e da saúde. Olocum é um dos Orixás mais e poderoso do culto aos Orixás com ela se tem a aprendizagem do valor e importância da vida e da família. Olocum é a união e conexão de todos os membros da sociedade. Olocum é retratado no Brasil como mulher, porém, em Benim é cultuado com homem, rei dos mares. Alguns também o consideram como orixá hermafrodita ou assexuado.

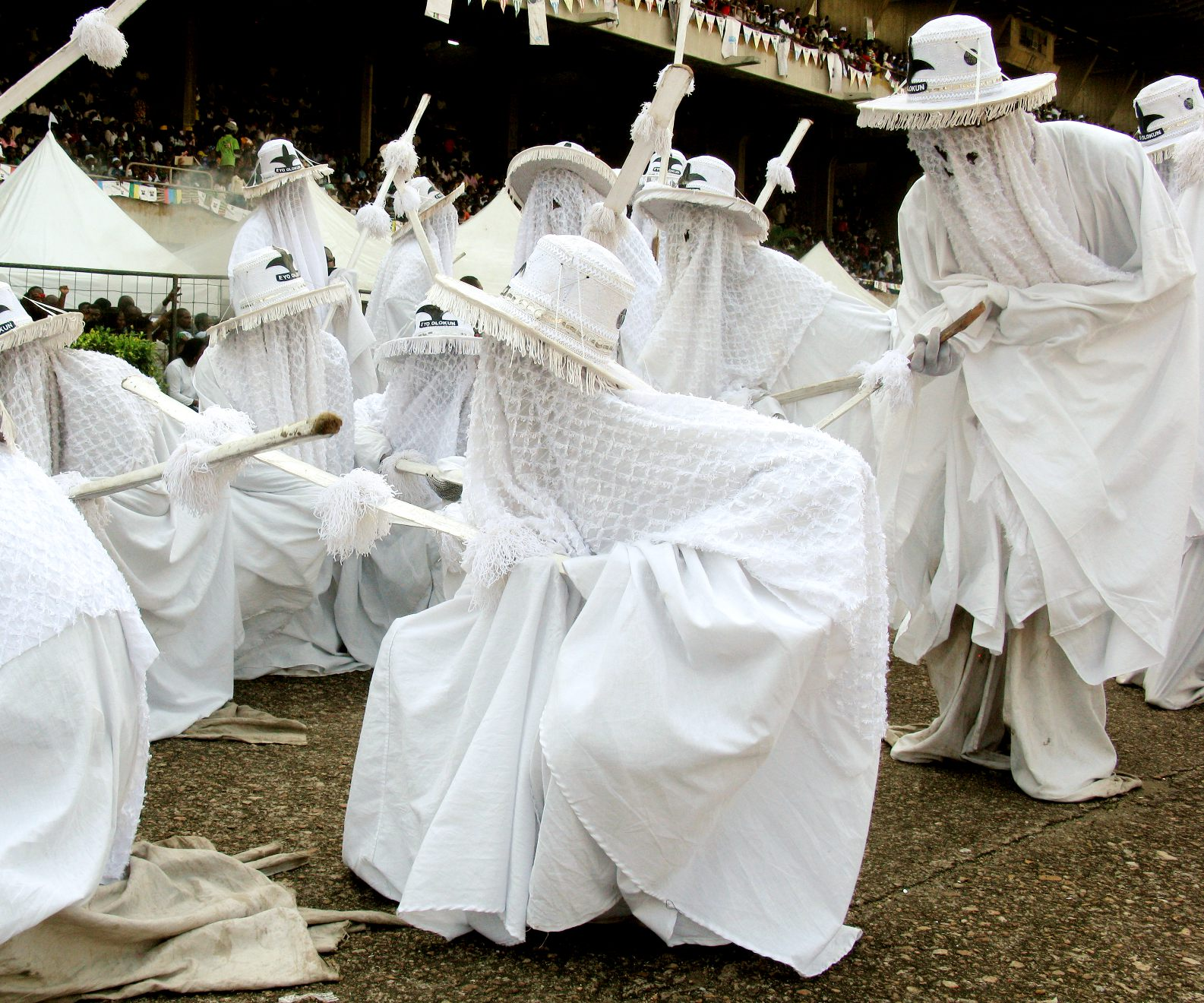
Mascarados Eió Olocum no Festival Eió em Lagos, Nigéria

## Cuba
Em Cuba, Olokun que é fundamento de Ifá, foi ligado ao fundo do oceanos por Obatalá para evitar que sua força fizesse calamidades.